# Aleksander Mirecki
Antoine Aleksander Mirecki (Chrzanow, Cracovia, 13 de abril de 1809 — Madrid, 18 de noviembre de 1882), fue un militar y violinista polaco.
Nacido en 1809 en Chrzanow (Cracovia), vivió sus primeros años en Cracovia, junto a su madre Françoise Kutzkowsca, y fue educado en los ambientes musicales que frecuentaba su padre, medio hermano del compositor Franciszec Winzenty Mirecki. Los muchos viajes de su padre supusieron la dispersión familiar, y en 1826 se trasladó a Varsovia donde ingresó en la Academia Militar. En 1830 participó en el alzamiento contra el gobernador ruso de Polonia, el príncipe Constantino, en la conocida como el Levantamiento de noviembre. Formó parte del equipo de Adam Jerzy Czartoryski, y luchó en los disturbios de Varsovia, con actitud heroica, en 1831, que concluyeron con la victoria rusa y la liquidación del Reino del Congreso que defendía el alzamiento polaco. Huyó de la persecución posterior a Francia (véase Gran Emigración), acompañando a Czartoryski, a fines de 1831, permaneciendo su familia en Cracovia, a salvo en territorio austro-húngaro. Junto a otros jóvenes de la nobleza polaca, fue recibido en la Corte de Luis Felipe de Orleans, y nombrado Mariscal de la Legión Polaca a servicio del rey de Francia. Fijó su residencia en París, en el Hôtel Lambert, centro de reunión del exilio de la nobleza liberal polaca.
Hacia 1840 dejó las armas y se trasladó al sur de Francia, junto a otros miembros de la Legión polaca, acompañando a Adam Jerzy Czartoryski, que estaba enfermo, y se instaló primero en Pau y luego en Tarbes (Altos Pirineos), como profesor de violín; en esas tierras se reunió en esos tiempos una importante comunidad de pequeños nobles polacos. Allí se casó con la hugonote Marie Zelinne Larramat (28 de octubre de 1844)Allí se casó en Clairac, Francia. De la que tendrá tres hijos: Maurice (1845)  Víctor (1847) y Françoise (1850). En 1857 ocupó la cátedra de violín en el Conservatorio de Burdeos, donde se trasladó con su familia y residió hasta su jubilación. 
Gran amigo de Adrien François Servais y Henri François Vieuxtemps, inició a sus dos hijos mayores en el arte de la música. En 1881 se trasladó a Madrid para residir con su hijo Víctor, ciudad en la que fallece el 18 de noviembre de 1882 y en la que está enterrado.